# Сборная Санкт-Петербурга (команда КВН)
«Сборная Санкт-Петербурга» («Плаза») — команда КВН из Санкт-Петербурга. Участники трёх сезонов Высшей Лиги (1999, 2002, 2005).

## История в КВН
Первое выступление «Сборной Санкт-Петербурга» в КВН состоялось в 1998 году на десятом Сочинском фестивале команд КВН «КиВиН-1998». По результатам выступления команду пригласили в Балтийскую лигу и Первую лигу КВН. В том же году сборная выиграла «Второй открытый турнир команд КВН на приз Москвы».
В 1999 году был окончательно сформирован состав команды и «Сборная Санкт-Петербурга» попадает в Высшую Лигу. В 1/8 финала «Питер» с большим отрывом обошёл соперников. Так же хорошо выступая в 1/4 финала, команда набрала большее количество баллов и заняла первое место. В полуфинале соперниками «Санкт-Петербурга» были «Сборная БГУ», которых она также обыграла, однако по решению Маслякова в финал прошли обе команды. В финале петербуржцы проигрывают «БГУ» и «Новым армянам».
В 2002 году «Сборная Санкт-Петербурга» вновь доходит до финала, но проигрывает команде «Уездный город», которую добрали в финал со штрафом в –0,2 балла.
В 2005 году «Сборная Санкт-Петербурга» играет свой последний сезон в Высшей лиге. Команда проходит 1/8 финала, но с трудом выходит из 1/4 в полуфинал, заняв третье место. В полуфинале «Сборная Санкт-Петербурга» лидирует с большим отрывом во всех конкурсах, но проваливает музыкальный конкурс, таким образом проигрывая командам «Четыре татарина» и «Нарты из Абхазии» 0,1 балла и вылетает из сезона.
Участники команды также принимали участие в символических КВНовских сборных в спецпроектах:
- Сборная XXI века (2002)
- Сборная СССР (2003, 2004, а также в Летнем кубке КВН 2003)
- Сборная претендентов (2005)
- Сборная России (2008)
- Сборная XX века (2011)

## История после КВН
- Виктор Васильев — участник «Comedy Club» (2007—2014), один из ведущих телепроекта «Yesterday Live» (2010—2013).
- Дмитрий Хрусталёв — участник «Comedy Club» (2007—2011), ведущий шоу «Comedy Woman» (до 128 выпуска), соведущий Ивана Урганта в передаче «Вечерний Ургант» (с 2013 года), ведущий телевизионной лотереи «Мечталлион» (с 2022). Один из ведущих игр Высшей лиги КВН (с 2024 года — постоянный) и музыкального фестиваля Голосящий КиВиН с 2022 года.
- Полина Сибагатуллина участница юмористического шоу «Comedy Woman» в образе «светской поэтессы — Мадам Полины» (2008—2015). В сезоне Высшей Лиги КВН 2022 во второй 1/8 финала объявляла оценки, а во втором полуфинале появилась на сцене в выступлении команды «Поэтессы» из Санкт-Петербурга.
- Тимофей Куц и Таймаз Шарипов являлись до 2010 года редакторами Лиги «КВН-Балтика». Шарипов позже — редактор Лиги КВН «Рига».
- Тимофей Куц являлся соведущим программы «Смех в большом городе» (до 9 выпуска).
- Основной автор команды Вячеслав Благодарский стал одним из основателей проекта «Comedy Club»[2].
- Михаил Щедринский — сценарист, режиссёр, продюсер, работал на Первом канале[3].
- Полина Сибагатуллина, Тимофей Куц и Таймаз Шарипов вошли в состав коллектива «Седая волна» во втором сезоне шоу «Концерты» (2023).

## Достижения и титулы
- Обладатели Кубка Москвы 1998
- Финалисты Высшей Лиги 1999
- Обладатели Малого КиВиНа Юрмальского фестиваля 2000
- Серебро Высшей Лиги 2002
- Полуфиналисты Высшей Лиги 2005

## Состав команды
- Виктор Васильев — актёр, автор, капитан (½ 1999).
- Дмитрий Хрусталев — актёр, автор, капитан (финал 1999).
- Тимофей Куц — актёр, автор.
- Полина Сибагатуллина — актриса.
- Таймаз Шарипов — актёр.
- Вячеслав Благодарский — автор, участник «разминок»[4].
- Сергей Германов — вокалист, актёр.
- Наталия Олейникова — вокалистка, актриса.
- Дмитрий Чикунов — вокалист.
- Антон Збрицкий — вокалист.
- Анжей Соломатек[5]
- Дмитрий Мишин (СПбУЭиФ)
- Илья Епищев
- Михаил Щедринский

## Яркие номера команды
- «The Beatles»
- «Underground (Боб Марли в Москве)»
- «Колобок в постановке Виктюка»
- «Мастер-класс Андриса Лиепы и Михаила Барышникова»
- «Семеро козлят»
- «Ельцин и Путин»
- «Подстаканники»
- «Пушкин»
- «Вяленькой Цветочек»
- «Ночь с Клеопатрой»
- «Плохое Радио»
- «Зайцы — вампиры»
- «Новые мифы старой Греции»
- «Убийство в английском стиле»

## Дополнительные факты
- В 1999 году команда была гостем телепередачи «СВ-шоу».